# Гельмут Тумм
Гельмут Тумм (нім. Helmut Thumm; 25 серпня 1895, Равенсбург — 13 липня 1977, Вельцгайм) — німецький воєначальник, генерал піхоти вермахту. Кавалер Лицарського хреста Залізного хреста з дубовим листям.

## Біографія
Учасник Першої світової війни. Після демобілізації армії залишений у рейхсвері. З 1 жовтня 1938 року — командир 1-го батальйону 75-го піхотного полку. З 13 червня 1940 року — командир 56-го єгерського полку 5-ї єгерської дивізії. Учасник Французької кампанії і німецько-радянської війни. З 4 січня 1944 року — командир своєї дивізії. З 1 листопада 1944 року — командир 44-го армійського корпусу, який бився з англо-американськими військами на Ельбі.. В січні 1945 року відійшов на Верхній Рейн. 20 січня зарахований в резерв і проти нього розпочали справу в Імперському військовому суді. Однією з причин став протест Тумма проти наказу Генріха Гіммлера про формування бойових загонів з членів Гітер'югенду. 19 квітня 1945 року здався британським військам в районі Верльгайма. 25 жовтня 1947 року звільнений.

## Звання
- Фанен-юнкер (8 серпня 1914)
- Лейтенант (2 серпня 1915) — патент від 26 грудня 1914 року.
- Оберлейтенант (1 квітня 1925)
- Гауптман (1 березня 1930)
- Майор (1 листопада 1935)
- Оберстлейтенант (1 жовтня 1938)
- Оберст (1 жовтня 1941)
- Генерал-майор (1 березня 1943)
- Генерал-лейтенант (1 вересня 1943)
- Генерал піхоти (1 січня 1945)

## Нагороди
- Залізний хрест
  - 2-го класу (26 серпня 1915)
  - 1-го класу (3 липня 1918)
- Золота медаль «За військові заслуги» (Вюртемберг)
- Нагрудний знак «За поранення» в чорному
- Почесний хрест ветерана війни з мечами
- Медаль «За вислугу років у Вермахті»
  - 4-го, 3-го і 2-го класу (18 років; 2 жовтня 1936) — отримав 3 медалі одночасно.
  - 1-го класу (25 років)
- Медаль «У пам'ять 1 жовтня 1938»
- Застібка до Залізного хреста
  - 2-го класу (3 червня 1940)
  - 1-го класу (13 червня 1940)
- Лицарський хрест Залізного хреста з дубовим листям
  - лицарський хрест (30 червня 1941)
  - дубове листя (№ 166; 23 грудня 1942)
- Сертифікат Пошани Головнокомандувача Сухопутних військ Вермахту (3 липня 1941)
- Відзначений у Вермахтберіхт (5 липня 1941)
- Медаль «За зимову кампанію на Сході 1941/42» (30 липня 1942)
- Штурмовий піхотний знак в сріблі (8 серпня 1942)